# Test de Lemon
 (novembre 2008).
Si vous disposez d'ouvrages ou d'articles de référence ou si vous connaissez des sites web de qualité traitant du thème abordé ici, merci de compléter l'article en donnant les références utiles à sa vérifiabilité et en les liant à la section « Notes et références ».
Le test de Lemon est une méthode d'entraînement sportif qui permet d'évaluer les qualités d'anaérobie lactique. Il s'agit de courir à la vitesse la plus élevée durant 500 mètres sur une piste balisée tous les cinquante mètres. L'athlète est chronométré au deuxième et dernier intervalle et la différence entre les deux relevés (multiplié par 10) donne un indicateur du potentiel anaérobie lactique. Le résultat doit être le plus faible possible.
Le développement des qualités d'anaérobie lactique est recherché par tous les coureurs pratiquant les courses dont la vitesse est supérieure à la vitesse maximale aérobie (courses lactiques). Il s'agit notamment des épreuves de sprint court tels le 100 m, le 200 m et le 400 m et des courses de demi-fond court (800 m et 1 500 m). Les coureurs de fond (5 000 m, 10 000 m, marathon) et de steeple ne sont pas concernés par ce type d'exercice en raison de la durée de l'effort qu'exige leur discipline.